# Aleksiej Gwozdiew
Aleksiej Aleksiejewicz Gwozdiew (ros. Алексей Алексеевич Гвоздев, ur. 27 kwietnia?/9 maja 1897 we wsi Boguczarowo w powiecie tulskim (obecnie w rejonie kiriejewskim w obwodzie tulskim), zm. 22 sierpnia 1986 w Moskwie) – radziecki inżynier, specjalista w zakresie teorii żelazobetonu i konstrukcji budowlanych, Bohater Pracy Socjalistycznej (1971).

## Życiorys
Skończył gimnazjum w Tule, w 1922 ukończył Moskiewski Instytut Inżynierów Komunikacji Drogowej, później pracował w organizacjach budowlanych Ludowego Komisariatu Komunikacji Drogowej RFSRR/ZSRR w Moskwie. W 1923 został wykładowcą, a w 1933 profesorem Moskiewskiego Instytutu Inżynierów Komunikacji Drogowej, jednocześnie 1932-1941 był wykładowcą wydziału mechaniki budowlanej Akademii Wojskowo-Inżynieryjnej Armii Czerwonej. Wykładał również w Moskiewskiej Wyższej Szkole Technicznej im. Baumana. Od 1927 do końca życia kierował założonym z jego inicjatywy laboratorium konstrukcji betonowych i kamiennych Państwowego Instytutu Konstrukcji/Wszechzwiązkowego Państwowego Naukowo-Eksperymentalnego Instytutu Konstrukcji Cywilnych, Przemysłowych/Naukowo-Badawczego Instytutu Betonu i Żelazobetonu w Moskwie. Pisał podstawowe prace naukowe z zakresu mechaniki strukturalnej układów rdzeniowych, teorii płyt i powłok, teorii plastyczności i obliczeń konstrukcji żelbetonowych. W 1956 został akademikiem Akademii Budownictwa i Architektury ZSRR. W 1936 otrzymał tytuł doktora nauk technicznych, a ww 1933 profesora. Został pochowany na Cmentarzu Wagańkowskim.

## Nagrody i odznaczenia
- Medal Sierp i Młot Bohatera Pracy Socjalistycznej (7 maja 1971)
- Order Lenina (dwukrotnie, 11 sierpnia 1966 i 7 maja 1971)
- Order Czerwonego Sztandaru Pracy (8 czerwca 1957)
- Nagroda Stalinowska (1951)
- Order Czerwonej Gwiazdy (9 stycznia 1943)
- Zasłużony Działacz Nauki i Techniki RFSRR (1967)

I medale.